# 남영신 (군인)
남영신(南泳臣, 1962년 11월 13일 ~ )은 대한민국의 군인으로, 초대 군사안보지원사령관 및 2대 지상작전사령관이며, 2020년 9월 21일에 비(非) 육사 출신 최초로 대한민국 육군참모총장에 임명되었다.
국군기무사령부 계엄령 준비 사건에 따른 논란으로 이석구 사령관이 경질되었고, 그 후임으로 사령관에 임명되었다. 역대 세 번째 비(非)육사 출신 기무사령관이며, 학군 출신으로는 두 번째다.
비(非) 육사 출신으로서는 이례적으로 대한민국 육군 특수전사령부 사령관과 육군참모총장을 역임했다.
직능은 작전이며 특기는 특수작전이다. 전형적인 특전통으로 군 복무를 특전사 위주로 이행해왔다.

## 학력
- 2004 ~ 2006: 아주대학교 대학원 정보통신 석사
- 1981 ~ 1985: 동아대학교 교육학과 학사
- 1978 ~ 1981: 학성고등학교

## 경력
- 경운대학교 군사학과 특임교수
- 동아대학교 기초교양대학 석좌교수
- 2022.7 ~ : 국방과학연구소 정책자문위원
- 대장

- 2020.9 ~ 2022.5: 육군참모총장
- 2019.4 ~ 2020.9: 지상작전사령부 사령관

- 중장

- 2018.9 ~ 2019.4:군사안보지원사령부 사령관
- 2018.8 ~ 2018.9: 국군기무사령부 사령관
- 2017.9 ~ 2018.8: 대한민국 육군 특수전사령부 사령관 (군단장 보직 판정)

- 소장

- 2015.4 ~ 2017.9: 대한민국 육군 제3보병사단장 소장

- 준장

- 2014.10 ~ 2015.4: 대한민국 육군 학생군사학교 교수부장 준장
- 2014.5 ~ 2014.10: 대한민국 육군 제2작전사 동원전력처장 준장
- 2013.4 ~ 2014.5: 대한민국 육군 제7공수특전여단 여단장 준장
- 2012.11 ~ 2013.4: 대한민국 해군 해군작전사령부 합동작전조정관
- 2012.10 ~ 2013.4: 대한민국 육군 제53보병사단 작전부사단장 준장

- 대령

- 2012.11 ~ 2013.4: 대한민국 육군 제53사단 부사단장 대령
- 2011.12 ~ 2012.11: 대한민국 육군 제3군단 작전참모 대령
- 2011.2 ∼ 2011.12: 육군본부 정보작전참모부 조직진단과장 대령
- 육군본부 지휘통제실장 대령
- 제21보병사단 제65보병연대장 대령

- 중령

- BCTP 근무 중령
- 제1보병사단 제11보병연대 3대대장 중령

- 소령

- 제11공수특전여단 지역대장 소령